# Emboloteri
Els emboloteris (Embolotherium, 'bèstia ariet' en llatí) són un gènere de brontotèrids que visqueren a Mongòlia i la Xina a finals de l'Eocè i principis de l'Oligocè. La seva característica més destacable és una gran protuberància òssia que sortia de l'extrem davanter del crani. Aquesta apòfisi recorda un ariet, cosa que li valgué el nom Embolotherium. El material fòssil inclou uns dotze cranis, diverses mandíbules i una varietat d'altres elements esquelètics de la formació d'Ulan Gochu de la Mongòlia Interior i la formació d'Irgilin Dzo de la Mongòlia Exterior.